# Frederick Tweedie
Pour les articles homonymes, voir Tweedie.
Frederick Tweedie (1877 - 1943) était un industriel et un homme politique canadien du Nouveau-Brunswick.
Frederick Tweedie naît le 20 octobre 1877 à Chatham. Suivant les traces de son père, Lemuel John Tweedie, ancien Premier ministre du Nouveau-Brunswick, il se lance en politique en devenant tout d'abord maire de Chatham, puis est élu à l'Assemblée législative du Nouveau-Brunswick en tant que député provincial du Comté de Northumberland de 1931 à 1943 sous l'étiquette libérale. 
Il meurt le 5 juin 1943 à Chatham.